# Corinna areolata
Corinna areolata är en spindelart som beskrevs av Tord Tamerlan Teodor Thorell 1899. Corinna areolata ingår i släktet Corinna och familjen flinkspindlar.
Artens utbredningsområde är Kamerun. Inga underarter finns listade i Catalogue of Life.